# جاك هو
جاك هو (بالإنجليزية: Jack Wu)‏ (و. 1977 – م) هو مغني، وممثل.

## روابط خارجية
- جاك هو على موقع IMDb (الإنجليزية)
- جاك هو على موقع ميوزك برينز (الإنجليزية)
- جاك هو على موقع قاعدة بيانات الفيلم (الإنجليزية)